# Serdiana
Serdiana (sardinski: Serdìana) je grad i općina (comune) u pokrajini Južnoj Sardiniji u regiji Sardiniji, Italija. Nalazi se na nadmorskoj visini od 171 metar i ima 2 650 stanovnika.
 Prostire se na 55,71 km². Gustoća naseljenosti je 48 st/km².
Susjedne općine su: Dolianova, Donori, Monastir, Sant'Andrea Frius, Sestu, Settimo San Pietro, Soleminis i Ussana.